# República Verda
La República Verda (rus: Зеленый Республики) o República de la Mar Negra (rus: Черноморская Республика) fou un efímer estat menxevic que va existir a la costa de la mar Negra del 1919 al 1920.
Inicialment "Verds" fou el nom dels soldats desertors o persones que estaven amagats als boscos del Caucas nord i la península de Crimea per evitar anar a la guerra, tant del costat revolucionari com blanc; no se'ls considerava polítics i ocasionalment els diversos grups van donar suport a bolxevics, blancs, anarquistes o nacionalistes. El grup més nombrós estava a la costa de la Mar negra sota la república Soviètica del Kuban-Mar Negre, la qual es va enfonsar davant els blancs l'agost de 1918, i a la que els verds havien donat generalment suport. Els soldats verds a la zona no tenien un comandament únic i actuaven en grups entre Amapa i Adler.
El febrer de 1919 es va crear a Sotxi un Comitè per a l'Alliberament de la Mar Negra, format per russos social-revolucionaris i socialdemòcrates, els cosacs de la Mar Negra i del Kuban oposats als bolxevics, oficials revolucionaris del període 1860-90 ("Esers") i altres elements heterogenis, que van rebre el suport de Geòrgia. Amb els presoners de guerra bolxevics i els cosacs es va formar una força militar que fou anomenada Exèrcit Insurgent del Kuban-Mar Negra, que amb el suport del grup Verd anomenat Exèrcit Roig-Verd del Kuban-Mar Negra (es calcula en uns 15.000 soldats) es van apoderar de la regió de Novorossisk on el 23 d'agost de 1919 es va proclamar la República de la Mar Negra (Черноморская Республика, transcrit Txernomorskaya Respublika) coneguda generalment com a República Verda o República Zelenaia pel suport dels grups Verds (зеленый, transcrit Zeleni) de la zona. Comprenia tota la regió de Novorossisk. Va haver de lluitar primer amb els blancs de la República Popular del Kuban i d'Anton Denikin, i després amb els bolxevics; a l'hivern del 1919-1920 un grup de Verds coneguts com els Blanc-Verds, que formaven l'Exèrcit pel Renaixement de Rússia, sota el general Fostikov, es van unir als blancs (inicis del 1920), però l'anomenat exèrcit Soviètic-Verd, que operava entre Anapa i Tuapse, a les ordres del comandant P.M. Morits, i la Milícia Camperola de la Mar Negra, que operava entre Sotxi i Adler, es van unir entre ells (març de 1920) i van formar l'Exèrcit Roig del Territori de la Mar Negra (uns 12.000 homes sota comandament de Y. S. Kazansky, unint-se als bolxevics contra Denikin. El 27 de març de 1920 els bolxevics posaven fi a la república. Les forces dels Verds foren dissoltes a meitat del 1920 i una part integrades a l'Exèrcit Roig.